# Marc McNulty
Marc McNulty (* 14. September 1992 in Edinburgh oder Livingston) ist ein schottischer Fußballspieler.

## Karriere

### Verein
Marc McNulty begann seine Laufbahn als Sechsjähriger beim Hutchison Vale Boys Club in Edinburgh. Danach spielte er ab seinem elften Lebensjahr für drei Jahre in der Jugendakademie von Celtic Glasgow. Im Jahr 2006 kehrte er nach Edinburgh zurück und spielte bis 2009 bei Hibernian. Von 2009 bis 2010 war sein letztes Jahr im Juniorenbereich beim FC Livingston.
Am 31. Oktober 2009 debütierte der 17-jährige McNulty in der ersten Mannschaft von Livingston. Im Viertligaspiel gegen den FC Montrose kam er nach einer Einwechslung in der 89. Spielminute für Andy Halliday in das Spiel und erzielte mit seiner ersten Ballberührung das Tor zum 3:0 Endstand. In der Saison 2009/10 kam er für den Verein neunmal zum Einsatz. Livingston stieg als am Ende der Saison als Tabellenführer in die dritte Liga auf. In der folgenden Drittligasaison kam er auf fünf Einsätze und einem Tor im Spiel gegen den Airdrieonians FC. Livingston stieg in der Spielzeit mit 23 Punkten Vorsprung auf Ayr United zum zweiten Mal infolge auf. In der Zweitligasaison 2011/12 gelang ihm der Durchbruch in der Mannschaft der Livis. Mit 11 Toren in 30 Spielen war McNulty zusammen mit Rory Boulding bester Torschütze des Teams. In den beiden folgenden Spielzeiten in der 2. Liga blieb McNulty Stammspieler und traf weiterhin erfolgreich.
Im Mai 2014 wechselte der Stürmer für eine Ablösesumme zum englischen Drittligisten Sheffield United. Im November 2014 war er einer Auseinandersetzung in einem Nachtclub in Edinburgh beteiligt, bei der er sich eine Gesichtsverletzung zuzog. United-Trainer Nigel Clough ließ McNulty im Anschluss daran weiterhin mittrainieren und spielen. In seiner ersten Saison in Sheffield gelangen ihm in 31 Ligaspielen 9 Tore. Der Aufstieg in die zweite Liga scheiterte in den Play-offs gegen Swindon Town. Im gleichen Jahr erreichte er mit seiner neuen Mannschaft das Halbfinale im englischen Ligapokal das gegen Tottenham Hotspur verloren wurde. Zu Beginn der neuen Saison war er nochmals bis September 2015 für Sheffield aktiv. Im Oktober blieb er ohne Einsatz.
Im November 2015 wurde McNulty bis zum Ende der Saison an den FC Portsmouth verliehen. Für den Viertligisten erzielte er in 27 Spielen 10 Tore. In den Aufstieg-Play-offs unterlag er mit Pompey gegen Plymouth Argyle.
Von September 2016 bis Januar 2017 war McNulty an Bradford City verliehen. Dort kam er nur unregelmäßig zum Einsatz. Im Januar 2017 beendete Sheffield die eigentlich über die gesamte Saison angedachte Leihe vorzeitig. Aber auch in Sheffield spielte er nach seiner Rückkehr keine Rolle mehr und kam lediglich dreimal in der Liga auf Einsatzminuten.
McNulty wechselte im Mai 2017 zu Coventry City und unterschrieb beim Viertligisten einen Vertrag über zwei Jahre Laufzeit. In Coventry traf er in 43 Ligaspielen 23-Mal. In den Play-offs gelang nach Erfolgen über Notts County und Exeter City der Aufstieg in die dritte Liga.
Nach einem Jahr verließ er Coventry mit seinem laufenden Vertrag, nachdem der FC Reading aus der zweiten Liga den Stürmer für eine Ablöse im Millionenbereich verpflichtet hatte. Im ersten Abschnitt der Saison absolvierte er 13 Spiele und traf einmal.
Im Januar 2019 wurde McNulty an seinen früheren Jugendverein Hibernian Edinburgh verliehen. Für die Saison 2019/20 folgte eine Leihe zum AFC Sunderland. Ab Januar 2020 wurde er erneut nach Edinburgh verliehen.

### Nationalmannschaft
Durch seine starken Leistungen während seiner Leihe zu Hibernian Edinburgh in der ersten Jahreshälfte 2019 wurde McNulty im März erstmals in den Kader der Schottischen Nationalmannschaft berufen. Zuvor hatte der Stürmer keine Spiele für Schottland im Juniorenbereich bestritten. Am 21. März 2019 gab McNulty sein Debüt für Schottland. Er ersetzte James Forrest in der 81. Minute im ersten Qualifikationsspiel zur Europameisterschaft 2020 gegen Kasachstan das mit 0:3 verloren wurde.